# Spetsnosad skoläst
Spetsnosad skoläst (Coryphaenoides guentheri) är en djuphavsfisk i familjen skolästfiskar.

## Utseende
Som alla skolästfiskar har den spetsnosade skolästen ett stort huvud och en kropp som smalnar av bakåt, och som slutar i en lång, smal, svansliknande stjärt. Den har två ryggfenor, varav den främre är hög och sitter långt fram, medan den bakre är låg och når runt stjärtspetsen, där den sammanfaller med den likaledes långa och låga analfenan. Huvudet är spetsigt, med stora ögon och liten mun. Kroppsfärgen är brunaktig, med mörkare gälhåla och mun. Som mest kan den bli 50 cm lång.

## Vanor
Arten vistas nära botten på ett djup mellan 830 och 2 830 m där den lever av små bottendjur som pungräkor, gråsuggor och ringmaskar.

## Utbredning
Den spetsnosade skolästen finns i Atlanten från Nunavut i Kanada och västra Grönland över Island, Färöarna och Shetlandsöarna till Kanarieöarna och västra Medelhavet.